# Montelagello
Montelagello è una frazione del comune di Marsciano, in provincia di Perugia). Il paese risulta disabitato, unico borgo ad esserlo nel comune di Marsciano.
Il paese è caratterizzato dalla presenza del castello, posto sull'antica via Orvietana nei pressi di Migliano, al confine fra i territori di Perugia (25 km) e Marsciano (15 km). Nella valle sottostante, ai piedi della collina (416 m s.l.m.) su cui si trova, scorre il torrente Rigo, mentre più in dentro la valle del torrente Fersinone lo separa dal paese di Migliano.

## Storia
Il toponimo, de agilione, viene indicato per la prima volta nel diploma imperiale di Corrado II, del 1027, ed in una bolla di Benedetto VII, di poco successiva. Mons Agellionis, Monte Lagello o Monte Ugello, costruito agli inizi del XII secolo come difesa del territorio perugino nei confronti degli orvietani, venne conquistato dai nobili perugini fuoriusciti nel 1394-95.
Essi ricostruirono completamente il castello, a partire dalle mura, che vennero rinforzate più volte nei secoli successivi: a tal fine gli abitanti vennero esonerati dal pagamento delle tasse, per alcuni anni, con la promessa che avrebbero provveduto a loro spese alle opere di difesa.
Il forte cadeva nel contado della perugina Porta Eburnea, a cui si pagava un fiorino a testa per stipendiarne il Capitano.
I nobili perugini Vincioli furono proprietari del castello sino al XVIII secolo. Per circa un secolo è appartenuto agli Antonelli. Nel 1988 è stato acquistato da Sepi Residenze Alternative Srl dell'imprenditore Sala Franco e ristrutturato tra il '90 e il '92. Ora è vincolato dalla Sovrintendenza delle Belle Arti della Regione Umbria.
Secondo la tradizione popolare, vi è nato Pietro Vincioli, il fondatore del monastero benedettino di San Pietro di Perugia.
Il 28 marzo 1944, tre coloni lagellesi, i fratelli Ulisse ed Armando con il cugino Giuseppe Ceci, vennero trucidati dietro le mura di cinta del cimitero di Marsciano dal regime fascista della RSI per renitenza alla leva.

## Economia e manifestazioni
Il borgo è stato trasformato in residenza agrituristica; nei dintorni si trovano boschi ed oliveti. Nei tempi antichi, si trovava nelle sue vicinanze una fornace per i laterizi: questa attività è sempre stata tipica di tutto il territorio marscianese.

## Monumenti e luoghi d'interesse

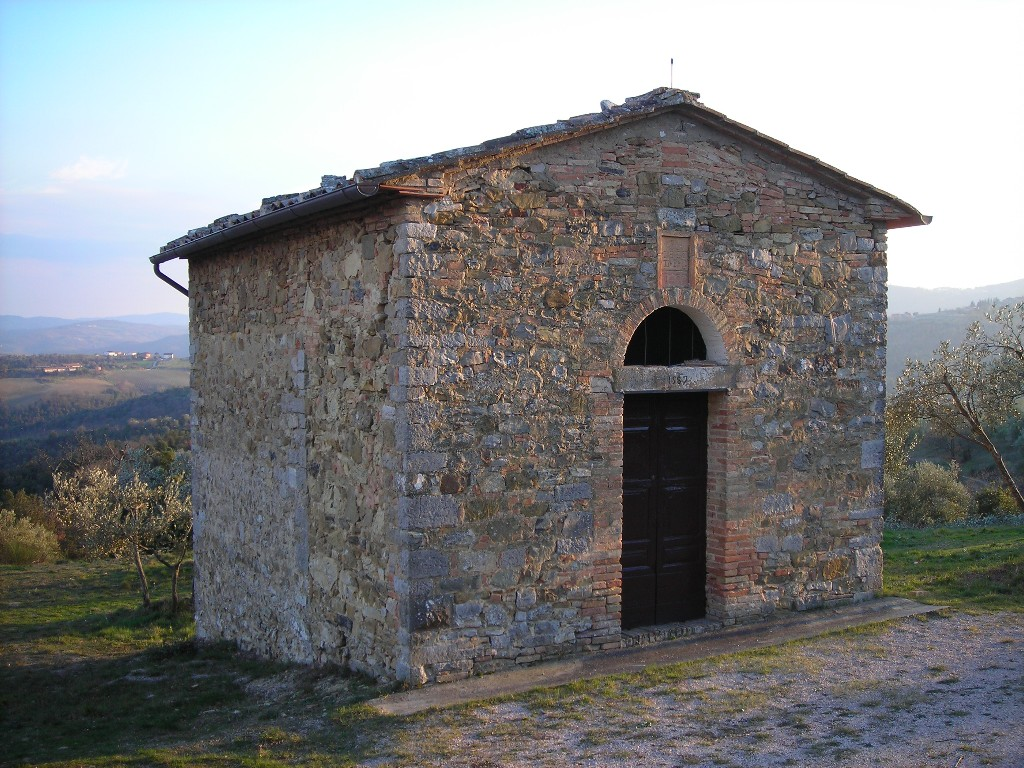
Oratorio di Santa Maria della Neve.

- Il castello, con la torre circolare di difesa originale che venne trasformata nel XVII secolo in casino di caccia;
- Chiesa di S. Biagio (già di S. Pietro), risalente al 1266 e in stile romanico, restaurata da poco e collocata nel castello;
- Chiesa di Santa Maria della Neve (1492), al di fuori delle mura, che conteneva un affresco attribuito al Pinturicchio, ora conservato in un museo a Marsciano.

## Società
Abitanti censiti

## Sport
- Mountain bike.